# Zimowy pejzaż z łyżwiarzami i pułapką na ptaki
Zimowy pejzaż z łyżwiarzami i pułapką na ptaki (niderl. Winterlandschap met schaatsers en vogelknip) – obraz olejny niderlandzkiego malarza Pietera Bruegla.

## Opis obrazu i interpretacja
Obraz przedstawia mieszkańców wioski ślizgających się i spacerujących po zamarzniętej rzece. Wokół panuje zimowa aura, drzewa są nagie, a na pierwszym planie widoczne są czarne wrony siedzące na gałęziach. Na małej przestrzeni malarz przedstawił gros szczegółów z zimowego pejzażu, a kolory i kształty 

sprawiają wrażenie krajobrazu całkiem naturalnie rozciągającego się przed naszymi oczami (...) a poprzez kolor i formę udało się wywołać u oglądającego uczucie szczęścia

Wersja brukselska została wykonana na desce dębowej olejem. W prawym dolnym rogu znajduje się sygnatura malarza BRVEGEL / MDLXV”. Początkowo obraz należał do kolekcji dr. F. Delporte, a następnie został przekazany do Królewskiego Muzeum.
Pomimo pozornie sielskiej atmosfery dzieło zawiera, zgodnie ze zwyczajem malarza, przekazy dydaktyczne. Głównym artefaktem jest słabo widoczna na pierwszy rzut oka pułapka na ptaki w formie drzwi, znajdująca się w prawym dolnym rogu. Interpretatorzy uważają, iż ptaki i ich nieuwaga mają ścisły związek z głupotą ludzi na lodzie. Dwa ptaki siedzące na gałęzi w centralnej części obrazu są takiej samej wielkości, co postacie na lodzie. Obraz miał być więc upomnieniem o rozwagę i ostrożność wobec stałego niebezpieczeństwa. Istnieje również pogląd, iż obraz jest retrospekcją wspomnień z dziecięcych lat malarza spędzonych w rodzinnej wiosce, a ptaki swoją wielkość zawdzięczają zastosowanej perspektywie.

## Inne wersje
Najbardziej znaną wersją Zimowego obrazu.. jest kopia wykonana przez syna Bruegla, Pietera Młodszego. Jest podpisane w prawym dolnym rogu i sygnowane datą: „P. BRVEGH [...] 1601. Reprodukcja należała do kolekcji Leopolda Wilhelma. Obecnie figuruje pod numerem inwentarzowym GG_625 w Muzeum Historii Sztuki w Wiedniu. Inne bardziej znane kopie znajdują się w Nowym Jorku w Metropolitan Museum of Art, w Muzeum Narodowe we Wrocławiu i w Bonnefantenmuseum w Maastricht.
Motyw namalowany przez Bruegla doczekał się stu dwudziestu siedmiu wersji. Według Klausa Ertza, badacza twórczości Brueghela Młodszego, 45 z tych wersji są powtórzeniami autorstwa samego mistrza, 51 powstało w jego pracowni, a 31 namalowali inni artyści.

## Nawiązania
Myśliwi na śniegu i Zimowy pejzaż z łyżwiarzami i pułapką na ptaki stały się inspiracją dla utworu Jacka Kaczmarskiego „Pejzaż zimowy”. W tej ekfrazie, podobnie jak Brueghel, Kaczmarski skupia się na ograniczeniu przestrzeni przeznaczonej do rozrywki. Uwypukla kontrasty kolorystyczne bieli z granatem i czernią, a miniaturowe postaci ludzkie przyrównuje do kropli krwi.